# Eugeniusz Domański
Eugeniusz Domański (ur. 1909 w Dmininie, zm. 1992 w Warszawie) – doktor medycyny weterynaryjnej, profesor w bydgoskiej filii Instytutu Fizjologii i Żywienia Zwierząt PAN, członek rzeczywisty Polskiej Akademii Nauk, członek założyciel i pierwszy prezes Bydgoskiego Towarzystwa Naukowego.

## Życiorys
Urodził się 15 listopada 1909 r. we wsi Dminin koło Łukowa. Był synem Władysława, rolnika i Rozalii z Niewęgłowskich. Ukończył gimnazjum klasyczne w Grudziądzu. W latach 1931–1935 odbył studia weterynaryjne na Uniwersytecie Warszawskim, po czym został asystentem Katedry Epizootiologii na UW. W 1938 r. uzyskał doktorat medycyny weterynaryjnej. Przed wybuchem II wojny światowej odbył podróże naukowe do Czechosłowacji, Węgier, Jugosławii i Włoch.
Brał udział jako podporucznik kawalerii w kampanii wrześniowej. Dostał się do niewoli i był więziony w Oflagu II C w Woldenbergu (1939–1945). Organizował tam działalność dydaktyczną z dziedziny weterynarii. Po zakończeniu wojny podjął pracę w Instytucie Weterynarii w Puławach. Został kierownikiem Wydziału Hodowli i Higieny Weterynaryjnej filii Instytutu w Bydgoszczy (1945-1956), a w latach 1956–1960 kierował Zakładem Higieny Zwierząt. Od 1953 r. pełnił funkcję zastępcy dyrektora filii Instytutu Weterynarii w Bydgoszczy. Jednocześnie w latach 1948–1952 wykładał jako docent higienę i choroby zakaźne na Uniwersytecie Warszawskim. W 1953 r. został profesorem nadzwyczajnym w Szkole Głównej Gospodarstwa Wiejskiego, gdzie wykładał higienę i patofizjologię zwierząt (1953-1962), a jako profesor zwyczajny – fizjologię zwierząt (1962-1965). W SGGW pełnił kolejno funkcję kierownika (1953-1962) i kuratora (1962–1964) Katedry Fizjologii oraz kierownika Katedry Fizjologii Zwierząt (1962-1965).
Od 1955 r. związany był również z Polską Akademią Nauk, w której powierzano mu odpowiedzialne stanowiska w Instytucie Fizjologii i Żywienia Zwierząt w PAN w Jabłonnie k. Warszawy. Był w nim przewodniczącym Rady Naukowej (1955-1969), zastępcą dyrektora (1960-1978) i kierownikiem (1970-1980) Zakładu Neurofizjologii oraz kuratorem Pracowni Histologicznej (1965-1970). W 1980 r. przeszedł na emeryturę. Zmarł 25 kwietnia 1992 w Warszawie.

### Badania naukowe
Przedmiotem jego prac badawczych były zagadnienia powstawania procesu chorobowego u zwierząt na tle infekcji bakteryjnej, odporności zwierząt pod wpływem czynników zewnętrznych oraz zaburzeń przemiany materii na tle niedoboru lub niezrównoważenia witamin, a także nerwowej i hormonalnej czynności organizmu. Jego badania nad zarazą stadniczą koni miały istotne znaczenie w zwalczaniu tej choroby w pierwszych latach po II wojnie światowej.
Ogółem opublikował ponad 60 prac. Publikował je m.in. w Acta Physiologica Polonica, Neuro-endocrinology, Acta Neuratabiologicae Experimentalls. Pod jego kierunkiem 19 lekarzy weterynarii uzyskało doktoraty, a 9 habilitacje.
W 1971 r. został członkiem korespondentem, a w 1983 r. - członkiem rzeczywistym PAN. Otrzymał nagrodę Wydziału V PAN za pracę nad rolą układu podwzgórzowego w biosyntezie i uwalnianiu hormonów przysadki mózgowej (1971), zespołową nagrodę tego Wydziału (1978) oraz zespołową nagrodę sekretarza naukowego PAN (1988). W 1988 r. Akademia Techniczno-Rolnicza w Olsztynie nadała mu tytuł doktora honoris causa.
Przez kilkanaście lat był naczelnym redaktorem Acta Physiologica Polonica (1968–1984). Był członkiem szeregu krajowych i zagranicznych towarzystw naukowych. W styczniu 1959 r. należał do członków założycieli Bydgoskiego Towarzystwa Naukowego. W latach 1959−1960 był prezesem Zarządu BTN. Działał w Komisji Nauk Lekarskich Wydziału Nauk Przyrodniczych.
Był wiceprezesem Polskiego Towarzystwa Fizjologicznego (1962-1968), a od 1982 r. jego członkiem honorowym. W latach 1968–1979 był członkiem Polskiego Towarzystwa Endokrynologicznego, a także uczestniczył w działalności podobnych stowarzyszeń w Czechosłowacji, Węgier i NRD.
W PRL informacje na jego temat podlegały cenzurze.  W 1977 roku jego nazwisko znajdowało się na specjalnej liście osób pod szczególną kontrolą cenzury. Zalecenia cenzorskie dotyczące jego osoby zanotował Tomasz Strzyżewski, który w swojej książce o peerelowskiej cenzurze opublikował notkę informacyjną z 7 stycznia 1977 roku  Głównego Urzędu Kontroli Prasy, Publikacji i Widowisk. Wytyczne dla cenzorów wymieniały jego nazwisko z adnotacją: „Wszelkie próby popularyzowania w środkach masowego przekazu (prasa codzienna, radio, TV, tygodniki społeczno-polityczne) niżej wymienionych osób należy sygnalizować kierownictwu GUKPPiW”. Zalecenia cenzorskie zezwalały jedynie na publikacje w prasie specjalistycznej, naukowej oraz skryptach itp..

## Odznaczenia
- Medal 10-lecia Polski Ludowej (1954),
- Złoty Krzyż Zasługi,
- Krzyż Oficerski Orderu Odrodzenia Polski (1964),
- Krzyż Komandorski Orderu Odrodzenia Polski (1984).